# Anna von Brandenburg-Ansbach-Kulmbach
Anna von Brandenburg-Ansbach (* 5. Mai 1487 in Ansbach; † 7. Februar 1539) war eine Prinzessin von Brandenburg-Ansbach und wurde durch Heirat Herzogin und Regentin von Teschen.

## Leben
Anna war eine Tochter des Markgrafen Friedrich des Älteren von Brandenburg-Ansbach und Bayreuth (1460–1536) aus dessen Ehe mit Sophia von Polen (1464–1512), Tochter des Königs Kasimir IV. von Polen. 
Sie heiratete am 1. Dezember 1518 Herzog Wenzel II. von Teschen († 1524). Nachdem Wenzel II. bereits vor seinem Vater verstarb und damit als Herzog nicht regierte, folgte Wenzel III. Adam direkt seinem Großvater Kasimir II. als Herzog nach. Allerdings wurde Wenzel III. entsprechend einer Vereinbarung zwischen seinem Großvater Kasimir II. und dem böhmischen Adligen Johann von Pernstein unter dessen Vormundschaft gestellt. Zugleich wurde die spätere Heirat Wenzels III. mit Maria, einer Tochter Johanns von Pernstein, vereinbart.

## Nachkommen
Aus der Ehe mit Wenzel II. stammen folgende Kinder:
- Sohn (1519/20–1534)
- Ludmilla († 1539)
- Wenzel III. Adam (1524–1579), Herzog von Teschen

⚭ 1. 1540 Maria von Pernstein († 1566), Tochter von Wenzels III. Vormund Johann von Pernstein
⚭ 2. 1567 Prinzessin Katharina Sidonie von Sachsen-Lauenburg († 1594)